# HD 117176
70 Діви (70 Virginis) — зоря, жовтий карлик в сузір'ї Діви, що розташована на відстані 59 світлових років від  Сонячної системи. Зоря незвично яскрава як для свого спектрального класу й можливо починає входити у фазу субгіганта.
1996 року на орбіті 70 Діви помітили екзопланету. Також помітили пиловий диск, нагрітий до температури 156 К, що лежить на відстані близько 3,4 астрономічних одиниць від зорі.

## Планетна система
| Об'єкти      | Маса (MJ)    | Орбітальний період (днів) | Велика піввісь орбіти (а. о.) | Ексцентриситет орбіти |
| ------------ | ------------ | ------------------------- | ----------------------------- | --------------------- |
| b            | >7.49 ± 0.61 | 116.6884 ± 0.0044         | 0.484 ± 0.028                 | 0.4007 ± 0.0035       |
| Пиловий диск | 3.4 а. о.    | 3.4 а. о.                 | 3.4 а. о.                     | 3.4 а. о.             |